# Utrecht (provincie)
Utrecht je nejmenší nizozemskou provincií. Hlavním městem je Utrecht, dalšími velkými městy jsou Amersfoort a Zeist. Sousedí s jezerem Eemmeer (součást „okrajových jezer“ Randmeer) na severu, provincií Gelderland na východě, Rýnem na jihu, Jižním Holandskem na západě a Severním Holandskem na severozápadě. Provincie je součástí Randstadu – nejvýznamnější nizozemské konurbace. Moderní provincie navazuje na svého historického předchůdce, již bylo Panství Utrecht, v letech 1581-1795 jedna z autonomních provincií Spojených nizozemských provincií, do značné míry se s ní úzěmně kryje, avšak především jihozápadní, západní a severozápadní hranice se od hranic historické provincie značně liší.